# قسم ابوغوير الريفي (مقاطعة دهلران)
قسم ابوغوير الريفي (بالفارسية: دهستان ابوغویر) هي منطقة ريفية تقع في Musian District في إيران. يقدر عدد سكانها بـ 1,142 نسمة .